# Julie Nixon Eisenhower

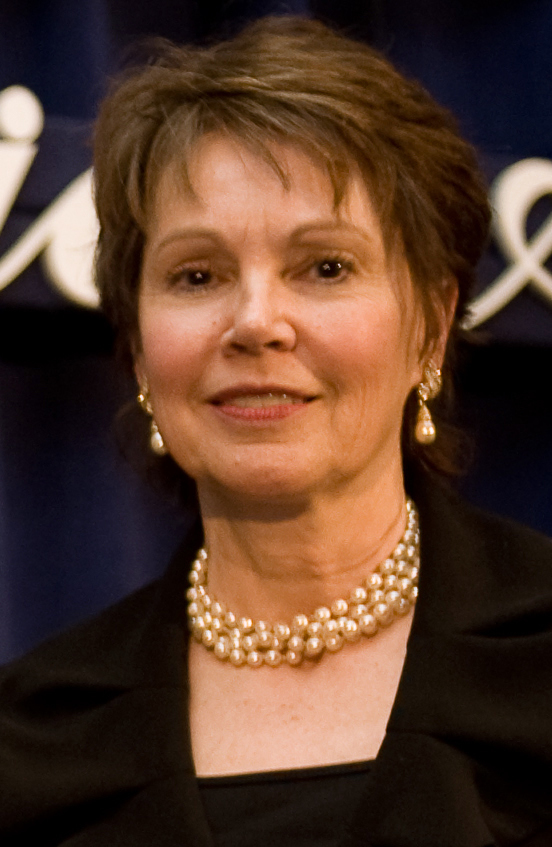
Julie Nixon Eisenhower

Julie Nixon Eisenhower (* 5. Juli 1948 in Washington D.C., Vereinigte Staaten als Julie Nixon) ist eine US-amerikanische Autorin und die jüngere Tochter des ehemaligen US-Präsidenten Richard Nixon und seiner Frau Pat Nixon. Ihr Ehemann David Eisenhower ist der Enkel des ehemaligen US-Präsidenten Dwight D. Eisenhower und seiner Frau Mamie Eisenhower.

## Leben und Karriere

### Frühe Jahre und Ausbildung
Julie Nixon wurde im Columbia Hospital for Women in Washington geboren, während ihr Vater Richard Nixon Kongressabgeordneter war. Ihre Kindheit fiel jedoch größtenteils mit der Amtszeit ihres Vaters als Vizepräsident unter Dwight D. Eisenhower (1953–1961) zusammen. Sie erinnerte sich an ihren Vater als romantisch, während ihre Mutter „praktisch und bodenständig“ war. Ihre Mutter versuchte, sie und ihre Schwester von der politischen Karriere ihres Vaters weitgehend „abzuschotten“. Bei seiner zweiten Amtseinführung schlug Präsident Eisenhower der achtjährigen Julie vor, während der Aufnahme ihres Fotos ein blaues Auge (das sie sich bei einem Schlittenunfall zugezogen hatte) zu verbergen, indem sie den Kopf drehte. Sie drehte den Kopf in Davids Richtung, wodurch es so aussah, als hätte er sie direkt angestarrt. Ihre Großmutter Hannah Nixon kam, um auf sie und ihre Schwester aufzupassen, wann immer ihre Eltern verreisten. Eines ihrer Lieblingshaustiere als Kind war ein Cockerspaniel namens Checkers, der in einer der berühmtesten Reden ihres Vaters während seines Wahlkampfs für das Amt des Vizepräsidenten der Vereinigten Staaten im Jahr 1952 eine wichtige Rolle spielte.
Während ihr Vater Vizepräsident war, besuchte sie zusammen mit ihrer Schwester Tricia die private Sidwell Friends School in Washington, D.C. Nachdem ihr Vater die Präsidentschaftswahlen 1960 gegen John F. Kennedy verloren hatte, fühlte sich Julie durch das Ergebnis „erschüttert“ und hatte das Gefühl, die Stimmen seien „gestohlen“ worden.
Nachdem ihr Vater 1960 die Präsidentschaftswahl verloren hatte, kehrte die Familie nach Kalifornien zurück, wo ihr Vater 1962 erfolglos für das Amt des Gouverneurs kandidierte. Die Nixons zogen nach dem Rennen um das Gouverneursamt nach New York City, und Julie besuchte nach ihrem Abschluss an der Chapin School das Smith College. 1971 erwarb sie an der Catholic University of America einen Master-Abschluss in Pädagogik. Während sie am Smith College war, besuchte David Eisenhower, der Enkel von Präsident Eisenhower, das nahegelegene Amherst College. Julie und David wurden beide eingeladen, vor dem Hadley Republican Women's Club zu sprechen. Der Club erfuhr, dass die beiden nur sieben Meilen voneinander entfernt wohnten, und lud sie ein, als Hauptredner aufzutreten. Sie besprachen die Einladungen und lehnten beide ab, kamen aber wieder in Kontakt, als David Julie mit seinem Mitbewohner aus Amherst besuchte und sie und eine Freundin zum Eisessen einlud. David erinnerte sich: „Ich war pleite, mein Mitbewohner hatte seine Brieftasche vergessen. Die Mädchen zahlten.“

### Hochzeit
Im Herbst 1966, als beide Erstsemester am Smith College bzw. am Amherst College waren, begann sie, mit David Eisenhower auszugehen. Ein Jahr später verlobten sie sich. Sowohl Julie als auch David haben gesagt, dass Mamie Eisenhower eine wichtige Rolle in ihrer Beziehung gespielt hat. Bei der Beerdigung von Raymond Pitcairn, einem Freund der Nixons, erwähnte Julie 1966 gegenüber Mamie, dass sie das Smith College besuchen würde. Mamie erzählte ihr von Davids Plänen, das Amherst College zu besuchen, und versuchte bald, David dazu zu bringen, sie zu besuchen.
1966 wurde Julie Nixon beim International Debutante Ball im Hotel Waldorf Astoria in New York City als Debütantin der High Society vorgestellt. David Eisenhower war ihr ziviler Begleiter beim International Debutante Ball.
Julie und David heirateten am 22. Dezember 1968, nachdem ihr Vater bei den Präsidentschaftswahlen 1968 zum Präsidenten gewählt worden war, aber bevor er sein Amt antrat. Das Paar entschied, dass es die Publicity einer Hochzeit im Weißen Haus vermeiden wollte. Reverend Norman Vincent Peale leitete die überkonfessionelle Zeremonie in der Marble Collegiate Church in New York City.
Das Paar verließ Massachusetts 1970, als der Unterricht dort nach den Schießereien an der Kent State University abgesagt wurde. Nachdem ihr Vater sein Amt niedergelegt hatte, lebten die beiden in Kalifornien in der Nähe von Julies Eltern und später in einem Vorort von Philadelphia. Die Eisenhowers haben drei Kinder: die Schauspielerin Jennie Elizabeth (geboren am 15. August 1978), Alexander Richard (geb. 1980) und Melanie Catherine Eisenhower (geb. 1984).

### „First Daughter“
Während der US-Präsidentschaftswahlen 1968, als ihr Vater der republikanische Kandidat war, bekam Julie das Gefühl, dass sie sich nicht genug für dessen Wahlkampf engagierte, und machte sich Sorgen über die ihrer Meinung nach hohe Popularität von Hubert H. Humphrey am Smith College, das sie zu dieser Zeit besuchte. Sie nahm aktiv an seinem Wahlkampf teil und schüttelte stundenlang Hände, während sie Leute begrüßte. Obwohl sie die Publicity nicht mochte und es hasste, „persönliche Fragen“ zu beantworten, tat sie alles, was sie konnte, um ihrem Vater zu helfen.
Während ihr Vater Präsident war (1969–1974), engagierte sich Julie im Weißen Haus als Sprecherin für Kinderfragen, Umwelt und ältere Menschen. Sie gab behinderten Kindern Führungen, vertrat ihre Mutter bei Veranstaltungen und interessierte sich aktiv für Außenpolitik. Sie und Tricia wurden mit der Betreuung von Caroline Kennedy und John F. Kennedy, Jr. betraut, als diese 1971 das Weiße Haus besuchten. Die Schwestern führten die jungen Kennedys durch ihre ehemalige Residenz, was auch ihre alten Schlafzimmer und das Oval Office einschloss.
Als David 1971 dem in Mayport, Florida, stationierten Schiff USS Albany zugeteilt wurde, zogen sie in die Jacksonville Beach-Gemeinde Atlantic Beach, Florida. Sie war ab Herbst dieses Jahres als Lehrerin für die dritte Klasse an der Atlantic Beach Elementary School eingestellt worden, musste jedoch kündigen, als sie sich kurz vor Unterrichtsbeginn den Zeh brach. Die Eisenhowers lebten bis 1973 weiterhin in Atlantic Beach und empfingen sogar den Präsidenten und die First Lady in ihrer Garagenapartmentwohnung am Strand in der Beach Avenue.
Von 1973 bis 1975 war sie stellvertretende Chefredakteurin der Saturday Evening Post und half beim Aufbau einer Buchabteilung für Curtis Publishing Co., dessen Mutterkonzern. In dieser Zeit schrieb Julie das Buch Eye On Nixon, das voller Fotos der ersten Regierung ihres Vaters ist.
Als die Nachrichten über den Watergate-Einbruch zunahmen und der Verdacht aufkam, dass dies bis ins Oval Office vordringen könnte, nahm Julie es mit der Presse im In- und Ausland auf. Die Journalistin Nora Ephron schrieb: „In den Monaten seit Beginn der Watergate-Anhörungen ist sie [Julie] die First Lady ihres Vaters geworden, wenn nicht faktisch, dann zumindest praktisch.“
Julie übernahm die Rolle, „der Welt ihren Vater erklären zu müssen“. Julies öffentliche Verteidigung ihres Vaters begann am 2. Mai 1973 in Walt Disney World. Sie gab im ganzen Land insgesamt 138 Interviews. Am 4. Juli 1973 erzählte sie zwei Reportern, ihr Vater habe wegen der Watergate-Affäre einen Rücktritt erwogen, die Familie habe ihn jedoch davon abgebracht. Am 7. Mai 1974 trafen sich Julie und David mit der Presse im East Garden des Weißen Hauses. Sie kündigte an, der Präsident habe vor, „die Sache verfassungsmäßig bis zum Schluss durchzuziehen“. Kurz vor Mittag am 9. August 1974 stand Julie hinter ihrem Vater, als er seine Abschiedsrede vor den Mitarbeitern des Weißen Hauses hielt. Später sagte sie, dies sei der schwerste Moment für ihn gewesen.

### Leben nach dem Weißen Haus
Julie und David ließen sich in Berwyn (Pennsylvania) nieder, wo sie mehrere Bücher schrieb, darunter „Pat Nixon: The Untold Story“ und „Going Home to Glory; A Memoir of Life with Dwight D. Eisenhower“, das sie gemeinsam mit ihrem Ehemann David Eisenhower schrieb. Sie hat sich intensiv für die Gemeinschaft engagiert und interessiert sich besonders für gefährdete Jugendliche. Über zwanzig Jahre lang war sie Mitglied des Vorstands von „Jobs for America's Graduates“, einer nationalen Organisation, die jungen Menschen dabei hilft, die High School abzuschließen und den Übergang in ihren ersten Job zu schaffen. Für ihr bürgerschaftliches Engagement wurde sie zur „Distinguished Daughter of Pennsylvania“ ernannt. Sie engagiert sich in der Richard Nixon Foundation und ist Mitglied des Vorstands. Von 2002 bis 2006 war sie Vorsitzende der President's Commission on White House Fellowships, einem Programm zur Förderung von Führungsqualitäten bei den außergewöhnlichsten jungen Erwachsenen des Landes.
Sie war zusammen mit ihrer Schwester und ihrem Vater bei ihrer Mutter, als diese am 22. Juni 1993 an Lungenkrebs starb Vier Tage später, am 26. Juni 1993, nahm sie an der Beerdigung ihrer Mutter auf dem Gelände der Richard Nixon Library in Yorba Linda, Kalifornien, teil. Zehn Monate später war sie mit ihrer Schwester am Bett ihres Vaters, als er starb. Julie nahm am 27. April 1994 an der Beerdigung teil. Nach dem Tod ihres Vaters blieben ihr und ihrer Schwester unter anderem seine Tagebucheinträge, Ordner, Tonbänder usw. zurück.
Sie äußerte ihre Abneigung gegenüber einigen Adaptionen von Präsidentschaften und bezeichnete sie als „verzerrtes Geschichtsgefühl“ für junge Zuschauer. Dies galt auch für Oliver Stones Film Nixon, eine Adaption der Präsidentschaft ihres Vaters. Walt Disneys Tochter, Diane Disney Miller, schrieb einen Brief an Julie und ihre Schwester, in dem sie schrieb, Stone habe „Ihrer Familie, der Präsidentschaft und der amerikanischen Geschichte einen Bärendienst erwiesen“.
Am 14. April 1999 beantragte das US-Verteidigungsministerium, sie von einer Zeugenaussage in einem Rechtsstreit abzuhalten, bei dem es darum ging, ob die Bundesregierung dem Nachlass ihres Vaters die für die Richard Nixon Presidential Library and Museum bestimmten Millionenbeträge als Entschädigung für die bei seinem Rücktritt beschlagnahmten Dokumente und Tonbänder zahlen würde.
Im Jahr 2001 äußerte sie Interesse an der Exhumierung der Leiche von Checkers, einem Hund, der der Karriere ihres Vaters während seines Wahlkampfs um die Vizepräsidentschaft zugeschrieben wurde und 1964 starb. Ihr Wunsch war es, die sterblichen Überreste in die Nixon Presidential Library and Museum zu überführen.
Sie und ihre Schwester gerieten in einen Rechtsstreit um geschätzte 19 Millionen Dollar, die Bebe Rebozo der Richard Nixon Library and Birthplace Foundation hinterlassen hatte. Im Gegensatz zu Tricias Wunsch, dass das Geld von einer mit ihrer Familie verbundenen Gruppe verwaltet wird, wollte Julie, dass es vom Vorstand der Bibliothek verwaltet wird. Zu den Beziehungsspannungen, die die beiden während des Streits erlebten, sagte Julie: „Ich finde es sehr traurig“ und erklärte: „Es ist sehr herzzerreißend, weil ich meine Schwester sehr liebe.“ Letztendlich wurde der Rechtsstreit zur Zufriedenheit beider Seiten beigelegt.
Vor allem aufgrund des Engagements von Julie Eisenhower wurde die Nixon-Bibliothek im Juli 2007 Teil des National Archives and Records Administration System. Obwohl ihre Familie in der Vergangenheit die Republikaner unterstützte, spendete Julie Barack Obama im Vorwahlkampf der Demokraten gegen Hillary Clinton 2300 Dollar. Sie unterstützte 2012 Mitt Romney, den republikanischen Kandidaten gegen Präsident Obama, und Donald Trump in den Jahren 2016 und 2020.
Am 16. März 2012 kamen sie und ihre Schwester in Yorba Linda, Kalifornien an, um den 100. Geburtstag ihrer Mutter zu feiern. Am 23. November 2013 eröffneten Eisenhower und ihr Ehemann eine Weihnachtsausstellung für die Nixon-Bibliothek, die dort bis zum 5. Januar 2014 blieb.

## Werke

### Filmografie als sie selber (Auswahl)
- 1959: Disneyland '59 (Fernsehfilm)
- 1960: Gala Day at Disneyland (Kurzfilm)
- 1962: Disney-Land (Fernsehserie, 1 Folge)
- 1969: The Merv Griffin Show (Fernsehserie, 1 Folge)
- 1971: NBC Children's Theatre (Fernsehserie, 1 Folge)
- 1972: Four More Years (Fernsehfilm)
- 1974: Personal Choice (Fernsehserie, 1 Folge)
- 1968–1977: The Mike Douglas Show (Fernsehserie, 9 Folgen)
- 2000: California's Gold (Fernsehserie, 1 Folge)
- 1998–2001: Biography (Fernsehserie, 2 Folgen)
- 2006: The Delegate (Kurzfilm)
- 2010: The Colbert Report (Fernsehserie, 1 Folge)
- 2012: Fox News Sunday (Fernsehserie, 1 Folge)

### Archiv-Tonaufnahmen
- 2014: Nixon by Nixon: In seinen eigenen Worten (Nixon by Nixon: In His Own Words)

### Bücher
Sie schrieb ein Buch mit dem Titel Pat Nixon: The Untold Story über das Leben und Wirken ihrer Mutter Pat Nixon.